# یوجیرو اوئه‌تاکه
یوجیرو اوئه‌تاکه (انگلیسی: Yojiro Uetake؛ زادهٔ ۱۲ ژانویهٔ ۱۹۴۳) کشتی‌گیر و قهرمان المپیک اهل ژاپن است.